# Uroleucon kikioense
Uroleucon kikioense är en insektsart. Uroleucon kikioense ingår i släktet Uroleucon och familjen långrörsbladlöss. Inga underarter finns listade i Catalogue of Life.